# Nandraž
Nandraž (bis 1927 slowakisch „Nandráž“; ungarisch Nandrás) ist eine Gemeinde in der Mitte der Slowakei mit 249 Einwohnern (Stand 31. Dezember 2024), die zum Okres Revúca, einem Kreis des Banskobystrický kraj, gehört und in der traditionellen Landschaft Gemer liegt.

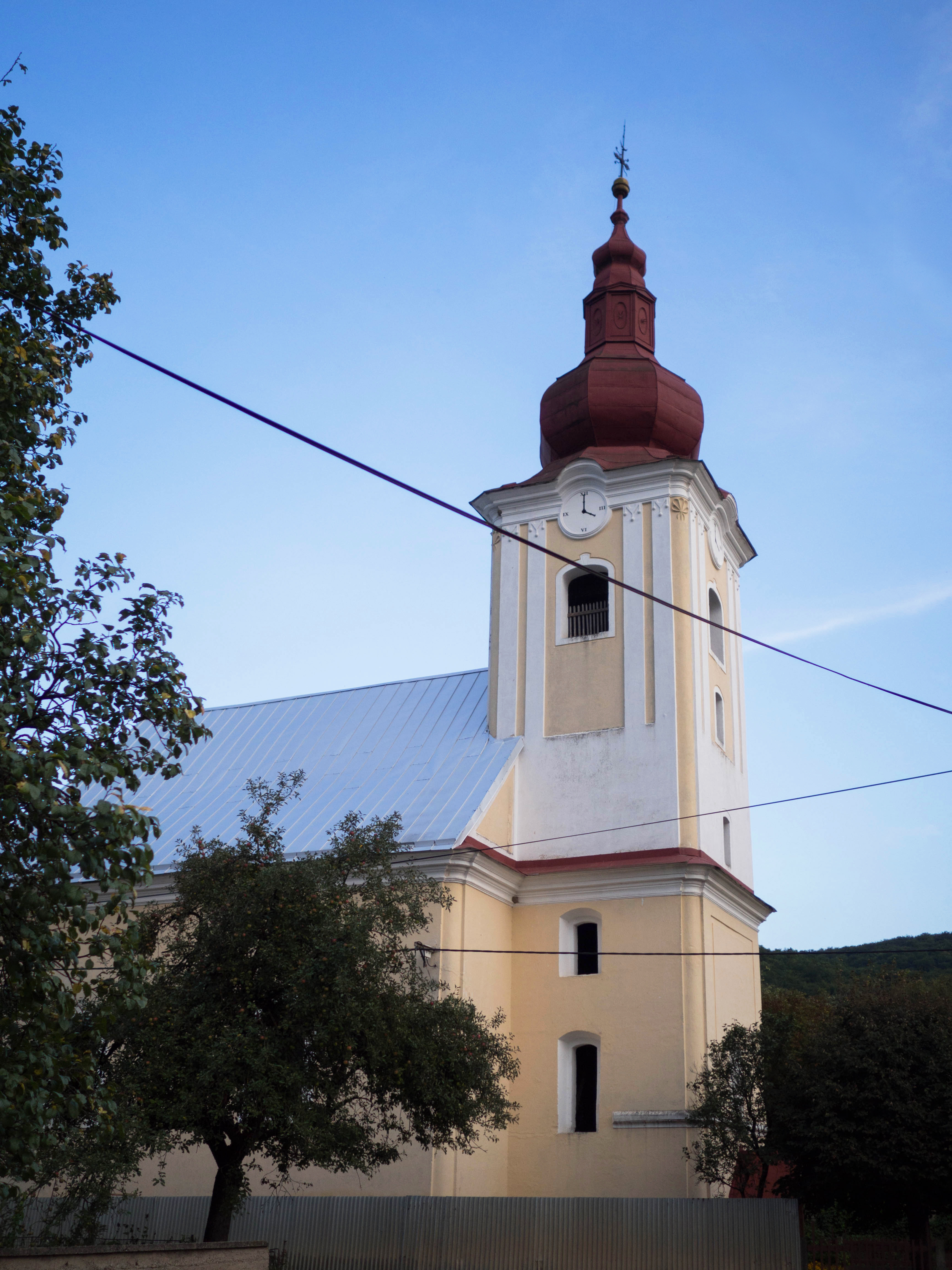
Evangelische Kirche

## Geographie
Die Gemeinde befindet sich im Südteil des Slowakischen Erzgebirges, genauer noch im Bergland Revúcka vrchovina, auf einem terrassenartigen Plateau im Tal des Nandražský potok. Das Ortszentrum liegt auf einer Höhe von 290 m n.m. und ist sechs Kilometer von Jelšava sowie 18 Kilometer von Revúca entfernt.
Nachbargemeinden sind Lubeník im Norden, Jelšava im Osten, Kameňany im Süden, Rákoš im Westen und Turčok im Nordwesten.

## Geschichte
Der Ort Nandraž wurde zum ersten Mal 1318 als Nandras schriftlich erwähnt und übernahm den Namen des schon 1243 erwähnten Baches. Im Mittelalter war das Dorf Besitz des Geschlechts Bebek, im 14. Jahrhundert des Zweigs von Štítnik und im 15. Jahrhundert des Zweigs von Plešivec. 1427 hatte es insgesamt 24 Porta. Eisenerzvorkommen und Wälder ermöglichten den wirtschaftlichen Aufschwung, der 1555 durch türkische Plünderungen Ende fand. Die Neubesiedlung erfolgte nach 1610. 1828 zählte man 97 Häuser und 751 Einwohner, die als Landwirte und Obstbauern, im 19. Jahrhundert auch noch als Bergleute in Eisenerz- und Kupferbergwerken,  beschäftigt waren.
Bis 1918 gehörte der im Komitat Gemer und Kleinhont liegende Ort zum Königreich Ungarn und kam danach zur Tschechoslowakei beziehungsweise heute Slowakei. Als Folge des Ersten Wiener Schiedsspruchs war Nandraž von November 1938 bis März 1939 kurzzeitig wieder Teil Ungarns.

## Bevölkerung
| Jahr                | 1994 | 2004     | 2014    | 2024     |
| ------------------- | ---- | -------- | ------- | -------- |
| Anzahl der Personen | 214  | 268      | 294     | 249      |
| Unterschied         |      | +25,23 % | +9,70 % | −15,30 % |

| Jahr                | 2023 | 2024    |
| ------------------- | ---- | ------- |
| Anzahl der Personen | 253  | 249     |
| Unterschied         |      | −1,58 % |

Nach der Volkszählung 2011 wohnten in Nandraž 293 Einwohner, davon 188 Slowaken, 72 Roma und ein Magyare. 32 Einwohner machten keine Angabe zur Ethnie.
145 Einwohner bekannten sich zur römisch-katholischen Kirche, 37 Einwohner zur Evangelischen Kirche A. B. und ein Einwohner zu den Zeugen Jehovas. 67 Einwohner waren konfessionslos und bei 43 Einwohnern wurde die Konfession nicht ermittelt.

## Bauwerke
- evangelische Toleranzkirche im klassizistischen Stil aus dem Jahr 1787